# Limeux (Somme)
Limeux (picardisch: Limeu) ist eine nordfranzösische Gemeinde mit 141 Einwohnern (Stand 1. Januar 2022) im Département Somme in der Region Hauts-de-France. Die Gemeinde liegt im Arrondissement Abbeville und ist Teil der Communauté d’agglomération de la Baie de Somme und des Kantons Gamaches.

## Geographie
Die Gemeinde liegt rund sechs Kilometer nordwestlich von Hallencourt und vier Kilometer östlich von Huppy. Das Gemeindegebiet gehört zum Regionalen Naturpark Baie de Somme Picardie Maritime.

## Einwohner
| 1962 | 1968 | 1975 | 1982 | 1990 | 1999 | 2006 | 2011 |
| ---- | ---- | ---- | ---- | ---- | ---- | ---- | ---- |
| 150  | 150  | 150  | 138  | 135  | 129  | 138  | 143  |

## Sehenswürdigkeiten
- Kirche Saint-Pierre
- Die höchsten Bauwerke im Département sind die beiden Sendemasten Limeux 1 und Limeux 2

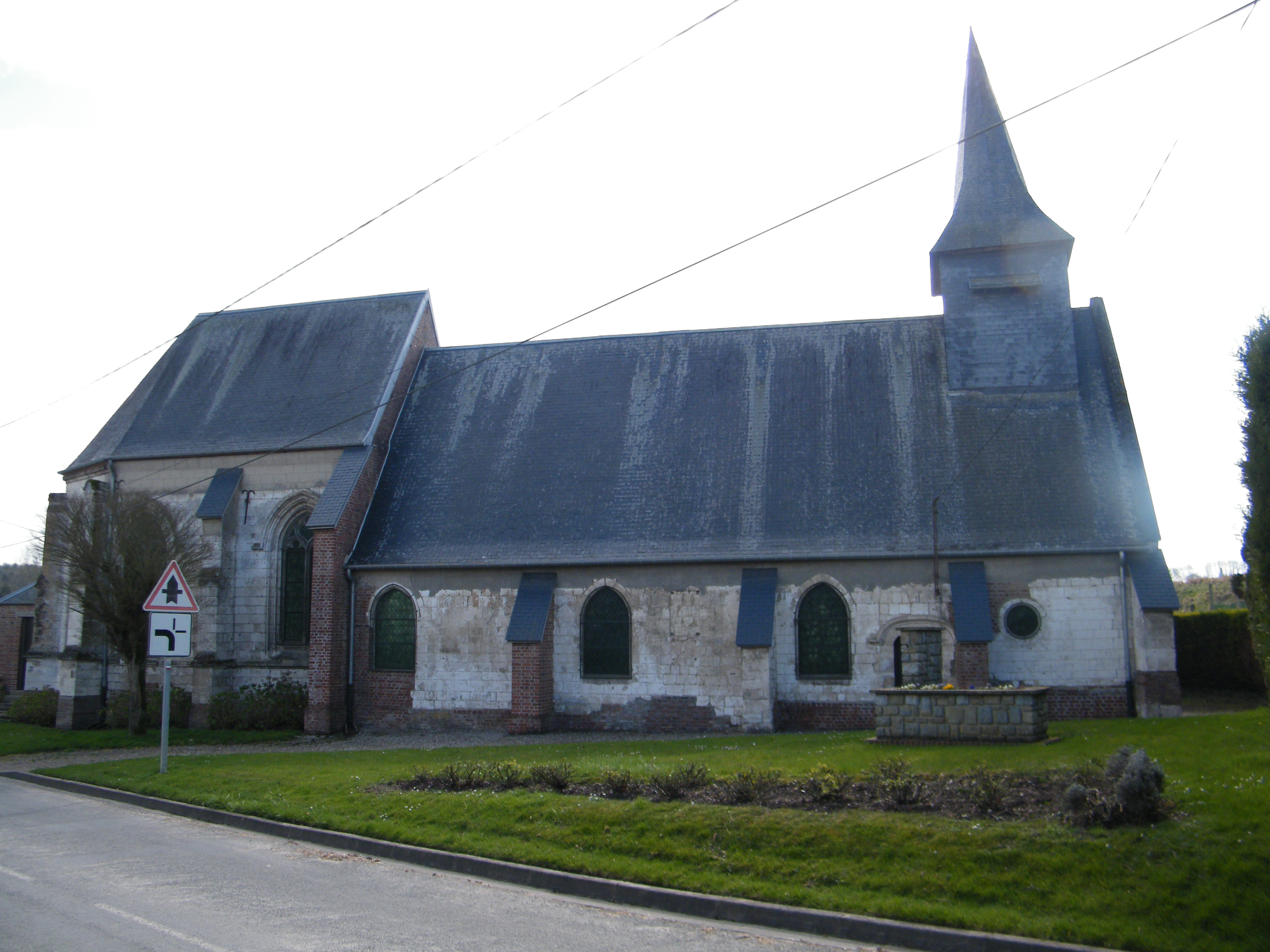
Kirche Saint-Pierre

- Kriegerdenkmal